# Kościół św. Chada w Shrewsbury
Kościół św. Chada w Shrewsbury – świątynia Kościoła Anglii w Shrewsbury, nosząca wezwanie św. Chada. Budynek od 10 stycznia 1953 ma status zabytku klasy I. Parafia należy do diecezji Lichfield.
Obecna budowla została zaprojektowana przez szkockiego architekta George’a Steuarta pod koniec XVIII wieku. Wzniesiono ją na miejscu wcześniejszej, po zawaleniu się jej głównej wieży w 1788.
George Steuart poproszony o zaprojektowanie nowego kościoła przedstawił radzie parafialnej kilka projektów. Rada opowiedziała się za projektem przewidującym budowę nawy na planie prostokąta, ale w wyniku nieporozumienia budynek wzniesiono na planie koła, co było ewenementem w ówczesnej Anglii. Taki kształt budowli był uważany za kontrowersyjny. W świątyni znajduje się dzwonnica z dwunastoma dzwonami.
15 listopada 1809 w kościele ochrzczony został przyrodnik i geolog Karol Darwin.
Teren kościoła został użyty jako plan filmu Opowieść wigilijna z 1984. Pamiątką tego zdarzenia jest fałszywy nagrobek Ebenezera Scrooge’a.